# Robert Allenby
Robert Allenby, född 12 juli 1971 i Melbourne i Australien, är en professionell golfspelare.
Allenby blev professionell 1992 och nådde snabba framgångar på och vann Order of Merit (penningligan) på PGA Tour of Australasia under sin första säsong och dessutom 1994. Han har fortsatt att spela tävlingar på Australientouren och i juni 2005 har han vunnit nio gånger varav en amatörseger. Fram till 1998 var PGA European Tour hans huvudtour där han vann fyra tävlingar varav tre 1996 då han kom trea i penningligan. 
Allenby spelar numera huvudsakligen på den amerikanska PGA-touren. Han kom in på touren 1999 då han slutade på 17:e plats i 1998 års Qualifying School. Han hade ett mindre bra första år då han slutade på 126 plats i penningligan men kom tillbaka bra 2000 då han vann Shell Houston Open och Advil Western Open. Säsongen efter vann han ytterligare två tävlingar och båda åren kom han på 16:e plats i penningligan. Sedan dess har han inte vunnit någon tävling men har slutat bland de 50 bästa mellan 2002 och 2004. Hans framgångar i majortävlingar har uteblivit. Den bästa placeringen är en delad sjunde plats i 2004 års US Open.
Allenby spelade med det internationella laget i Presidents Cup 1994, 1996, 2000, 2003.

## Meriter

### Segrar på Australientouren
- 1992 Johnnie Walker Classic, Perak Masters
- 1993 Optus Players Championship
- 1994 Heineken Australian Open
- 1995 Heineken Classic
- 2000 Australian PGA Championship
- 2001 Australian PGA Championship
- 2003 MasterCard Australian Masters

### Segrar på Europatouren
- 1994 Honda Open
- 1996 Alamo English Open, Peugeot Open de France, One2One British Masters

### Segrar på PGA-touren
- 2000 Shell Houston Open,  Advil Western Open
- 2001 Nissan Open, Marconi Pennsylvania Classic

### Amatörsegrar
- 1989 Australian Juniors Amateur Championship
- 1990 Victorian Amateur Championship, Riversdale Cup
- 1991 Riversdale Cup, Victorian Open (proffstävling som han vann som amatör)

### Lagtävlingar
- 1990 Eisenhower Trophy (amatör)
- 1993 World Cup of Golf
- 1994 Alfred Dunhill Cup, Presidents Cup
- 1995 World Cup of Golf
- 1996 Presidents Cup
- 1997 Alfred Dunhill Cup
- 2000 Presidents Cup
- 2003 Presidents Cup